# Unterseeboot 1273
 (août 2022).
L'Unterseeboot 1273 ou U-1273 est un sous-marin allemand (U-Boot) de type VIIC/41 utilisé par la Kriegsmarine pendant la Seconde Guerre mondiale.
Le sous-marin fut commandé le 23 mars 1942 à Bremen-Vegesack (Bremer Vulkan), sa quille fut posée le 7 juin 1943, il fut lancé le 10 janvier 1944 et mis en service le 16 février 1944, sous le commandement de l'Oberleutnant zur See Karl-Heinz Voswinkel.
L'U-1273 n'endommagea ni ne coula aucun navire au cours de l'unique patrouille de 6 jours en mer qu'il effectua.
Il fut coulé par une mine dans le Skagerrak, en février 1945.

## Conception
Unterseeboot type VII, l'U-1273 avait un déplacement de 759 tonnes en surface et 860 tonnes en plongée. Il avait une longueur hors-tout de 67,20 m, un maître-bau de 6,20 m, une hauteur de 9,60 m et un tirant d'eau de 4,74 m. Le sous-marin était propulsé par deux hélices de 1,23 m, deux moteurs diesel Germaniawerft F46 de 6 cylindres en ligne de 1 400 ch à 470 tr/min, produisant un total de 2 060 à 2 350 kW en surface et de deux moteurs électriques Allgemeine Elektricitäts-Gesellschaft GU 460/8-276 de 375 ch à 295 tr/min, produisant un total 550 kW, en plongée. Le sous-marin avait une vitesse en surface de 17,7 nœuds (32,8 km/h) et une vitesse de 7,6 nœuds (14,1 km/h) en plongée. Immergé, il avait un rayon d'action de 80 nautiques (150 km) à 4 nœuds (7,4 km/h; 4,6 milles par heure) et pouvait atteindre une profondeur de 230 m. En surface son rayon d'action était de 8 500 nautiques (soit 15 700 km) à 10 nœuds (19 km/h).
L'U-1273 était équipé de cinq tubes lance-torpilles de 53,3 cm (quatre montés à l'avant et un à l'arrière) et embarquait quatorze torpilles. Il était équipé d'un canon de 8,8 cm SK C/35 (220 coups), d'un canon de 20 mm Flak C30 en affût antiaérien et d'un canon 37 mm Flak M/42 qui tire à 15 350 mètres avec une cadence théorique de 50 coups par minute. Il pouvait transporter 26 mines TMA ou 39 mines TMB. Son équipage comprenait 4 officiers et 40 à 56 sous-mariniers.

## Historique
Il reçut sa formation de base au sein de la 8. Unterseebootsflottille à Danzig jusqu'au 31 janvier 1945, puis il intégra sa formation de combat dans la 11. Unterseebootsflottille basé à Bergen.
Sa première patrouille est précédée d'un court trajet de Kiel à Horten. Elle commence le 17 avril 1945 au départ d'Horten pour l'Atlantique Nord. Le jour même à 8 h 30, le sous-marin coule dans le Skagerrak, dans l'Oslofjord, à la position géographique 59° 24′ N, 10° 32′ E, par une mine dans le champ de mines britannique Onions IV.
Le commandant et 42 des 51 membres d'équipage meurent dans ce naufrage.
En 1946, une partie de l'épave est récupérée et démolie par la Marine norvégienne. Les restes sont détruits directement dans le fond marin.

## Affectations
- 8. Unterseebootsflottille du 16 février 1944 au 31 janvier 1945 (Période de formation).
- 11. Unterseebootsflottille du 1er février 1945 au 17 février 1945 (Unité combattante).

## Commandement
- Oberleutnant zur See Karl-Heinz Voswinkel du 16 février 1944 au 6 juillet 1944.
- Kapitänleutnant Helmut Knollmann du 7 juillet 1944 au 17 février 1945.

## Patrouilles
|       | Commandant              | Départ          | Départ | Arrivée         | Arrivée | Jours   | Succès |
| ----- | ----------------------- | --------------- | ------ | --------------- | ------- | ------- | ------ |
|       | Kptlt. Helmut Knollmann | 10 février 1945 | Kiel   | 14 février 1945 | Horten  | 5 jours |        |
| 1     | Kptlt. Helmut Knollmann | 17 février 1945 | Horten | 17 février 1945 | Coulé   | 1 jour  |        |
| Total | Total                   | Total           | Total  | Total           | Total   | 6 jours | 0 t    |

Note : Kptlt. = Kapitänleutnant